# Pseudoperiboeum lengi
Pseudoperiboeum lengi là một loài bọ cánh cứng trong họ Cerambycidae.